# Пионер-5
Пионер-5 (англ. Pioneer-5, также известен как 1960 Alpha 1, Pioneer P-2, Thor Able 4) — небольшой космический зонд, разработанный и построенный NASA по программе «Пионер» для исследования межпланетного пространства между Землей и Венерой.
Первый пуск состоялся 11 марта 1960 года в 13:00 UTC с мыса Канаверал.

## Приборы
Диаметр сферы (корпуса) зонда составлял 0,66 метра, 1,44 метра (с солнечными батареями) и вес 43 кг. Также он был оборудован специальными приборами:
1. Пропорциональный встречный телескоп для наблюдения и улавливания солнечных частиц и наблюдения за земным электромагнитным полем.
2. Специальный магнитометр измеряет магнитное поле в отдаленной области Земли около геомагнитной границы, и в межпланетном пространстве.
3. Прибор Гейгера — Мюллера для измерения космической радиации.
4. Спектрометр (или датчик микрометеоритов).

## Итоги миссии
Исходя из всех переданных на Землю данных было установлено существование межпланетных магнитных полей. И в итоге Пионер-5 стал самым удачным космическим аппаратом в программе «Пионер».